# Myriopathes
Myriopathes is een geslacht van neteldieren uit de klasse van de Anthozoa (bloemdieren).

## Soorten
- Myriopathes antrocrada (Opresko, 1999)
- Myriopathes bifaria (Brook, 1889)
- Myriopathes catharinae (Pax, 1932)
- Myriopathes japonica (Brook, 1889)
- Myriopathes lata (Silberfeld, 1909)
- Myriopathes myriophylla (Pallas, 1766)
- Myriopathes panamensis (Verrill, 1869)
- Myriopathes rugosa (Thomson & Simpson, 1905)
- Myriopathes spinosa (Carter, 1880)
- Myriopathes stechowi (Pax, 1932)
- Myriopathes ulex (Ellis & Solander, 1786)